# Громовик гранітний
Громовик гранітний (Onosma graniticola) — вид рослин з родини шорстколистих (Boraginaceae); поширений в Україні й Ростовській області Росії. Можливо таксон входить до складу виду Onosma arenaria.

## Опис
Дворічна рослина 30–40 см заввишки. Стебла густо вкриті щетинками 1–3 мм завдовжки і короткими волосками. Листки 2–7 см завдовжки, 4–7 мм завширшки. Чашечка 10–11 мм довжиною. Віночок білий, 16–18 мм довжиною.
Період цвітіння: червень — липень.

## Поширення
Поширений в Україні й Ростовській області Росії.
В Україні зростає на гранітах — Миколаївська й Луганська області.